# Einangstenen
Einangstenen är en runsten av skiffer ristad med den äldre futharken som fått sitt namn från den närliggande gården Einang. Ristningen är gjord 350-400 e.Kr, och läses från höger till vänster. Den är placerad på Garbergfältet, ett gravfält från järnåldern. Det är den äldsta runsten som fortfarande står på sin ursprungsplats, och troligen även den äldsta runristning där ordet "runa" finns belagd.

## Inskrift

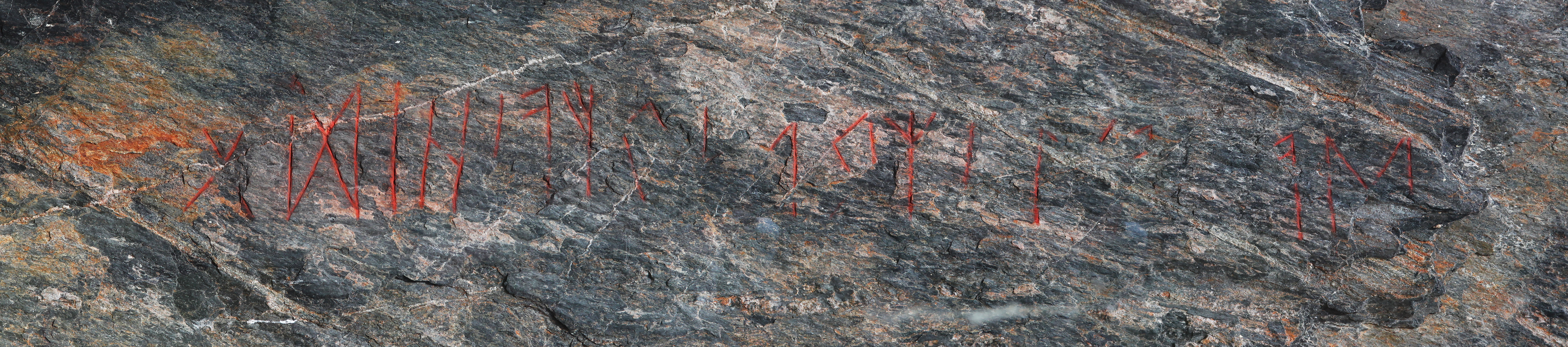
Inskriften på Einangstenen.

Texten på stenen lyder:
... ...daga-(t)(i)z runo faihido
Normalisering:
[Ek Go]daga[s]tiz runo faihido.

## Översättningar
Runinskriften är inte svårtydd i det stora hela, men översättningarna skiljer sig en del åt. Sophus Bugge läste 1873 ... (D)a(g)aʀ (þa)ʀ (run)o[ʀ] faihid(o) vilket han översatte till "[Jag], Dagaʀ, skrev dessa runor". Fritz Burg läste lite annorlunda 1885, Dagaʀ þaʀ rūno faihidō, vilket han tolkade som "Dagaʀ ristade runan (=inskriptionen) där". Johannes Sivesind läste istället [ek Go]daga(sti)ʀ rūnō faihidō 1959: "Jag, Godagastiʀ, målade runan (=mystiska meddelandet/inskriptionen)".  Samma läsning gör ett stort antal andra runologer, Wolfgang Krause 1966, Jesse Robert Smith 1971, Einar Haugen 1976, Maria Pia Marchese 1985, Ottar Grønvik 1994 samt Terje Spurkland 2001. En liknande mening får jämväl stöd hos Tineke Looijenga 2003, även om den sistnämnda tolkningen inte tar fasta på personnamnet.